# Laguna Alsina (laguna)
La laguna Alsina es un espejo de agua perteneciente a la cuenca endorreica del sistema de las Encadenadas del Oeste, en la provincia de Buenos Aires, Argentina. 
Es la primera laguna del mencionado sistema; recibiendo los aportes de los arroyos Sauce Corto, Pescado y Cura Malal que bajan desde las sierras de la Ventana; y drenando sus aguas sobre la laguna Cochicó a través de un canal regulado con una compuerta. A partir del inicio del hemiciclo húmedo de 1920 - 1970, la laguna comenzó a crecer en superficie, absorbiendo a la antigua laguna de Inchauspe, con la que se comunica sin solución de continuidad.
En la costa norte de la cubeta se encuentra un terraplén que evita que la misma reciba las aguas de otras lagunas de la cuenca del río Salado, a la que la laguna Alsina también aporta sus aguas a través de otro canal con bombas elevadoras que la comunica con la laguna del Tordillo y desde está con el arroyo Vallimanca.

## Características
La vegetación acuática es abundante, predominando el junco de Schoenoplectus. Esto permite la presencia de una importante avifauna así como la existencia de mamíferos como el coipo.